# Alexandre de Lincéstida
Alexandre de Lincéstida foi um dos generais macedônios de Alexandre, o Grande, executado sob a acusação de traição.
Após o assassinato de Filipe II da Macedónia, Alexandre, o Grande, executou todos que haviam tido alguma participação no assassinato, poupando apenas Alexandre de Lincéstida, pois este havia sido o primeiro a saudá-lo como rei.
Quando Antípatro foi feito governador da Macedônia por Alexandre, um prisioneiro levou a informação de que Alexandre de Lincéstida, genro de Antípatro, estava conspirando contra Alexandre, mas, por medo de uma revolta, Alexandre de Lincéstida não foi imediatamente executado, mas apenas preso.
Segundo Juniano Justino, Antípatro conspirou para envenenar Alexandre, o Grande, depois que Alexandre havia executado seus amigos mais íntimos, inclusive Alexandre de Lincéstida, que era genro de Antípatro.